# حيد (تضاريس)

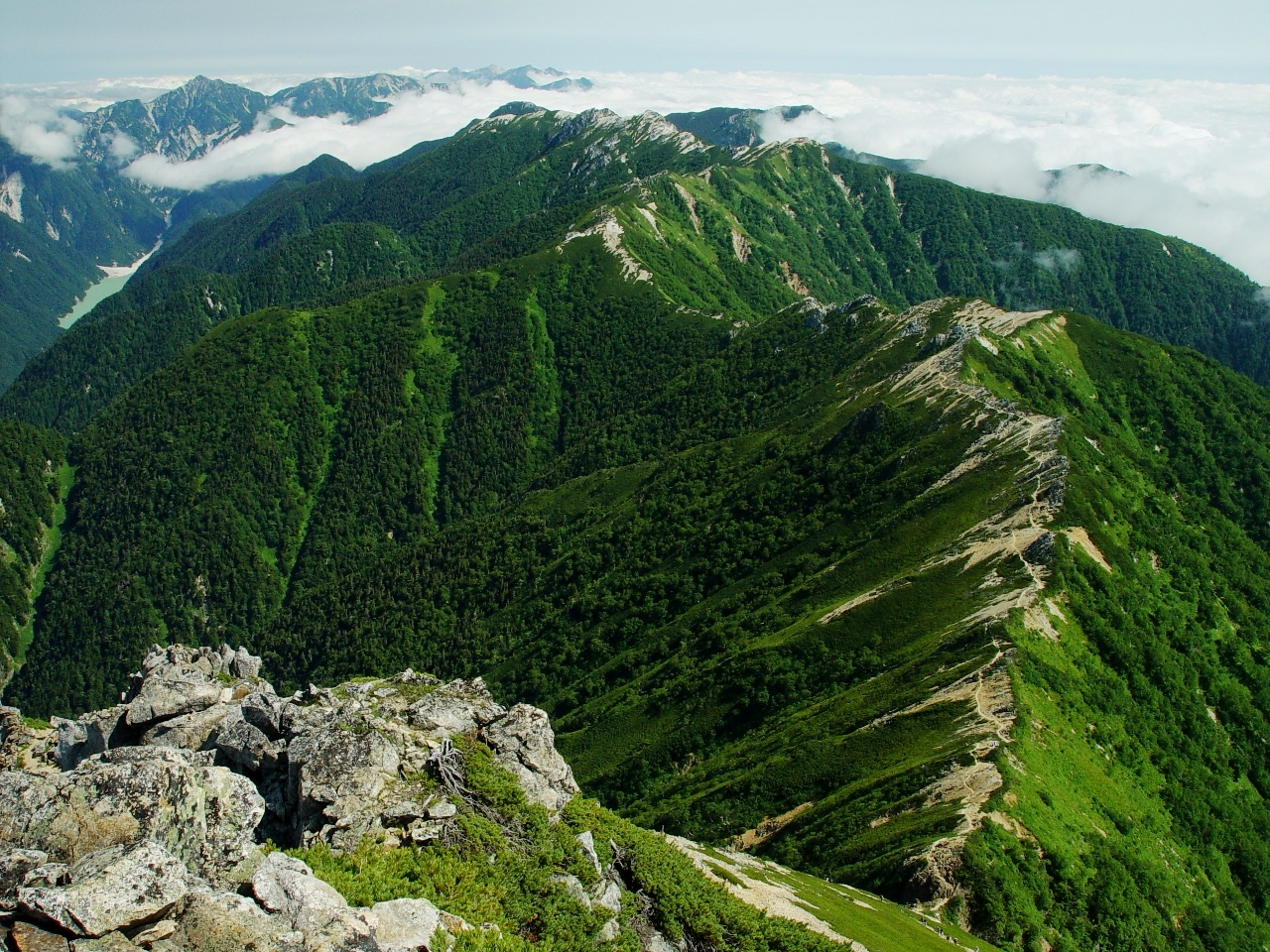
حيد في اليابان.

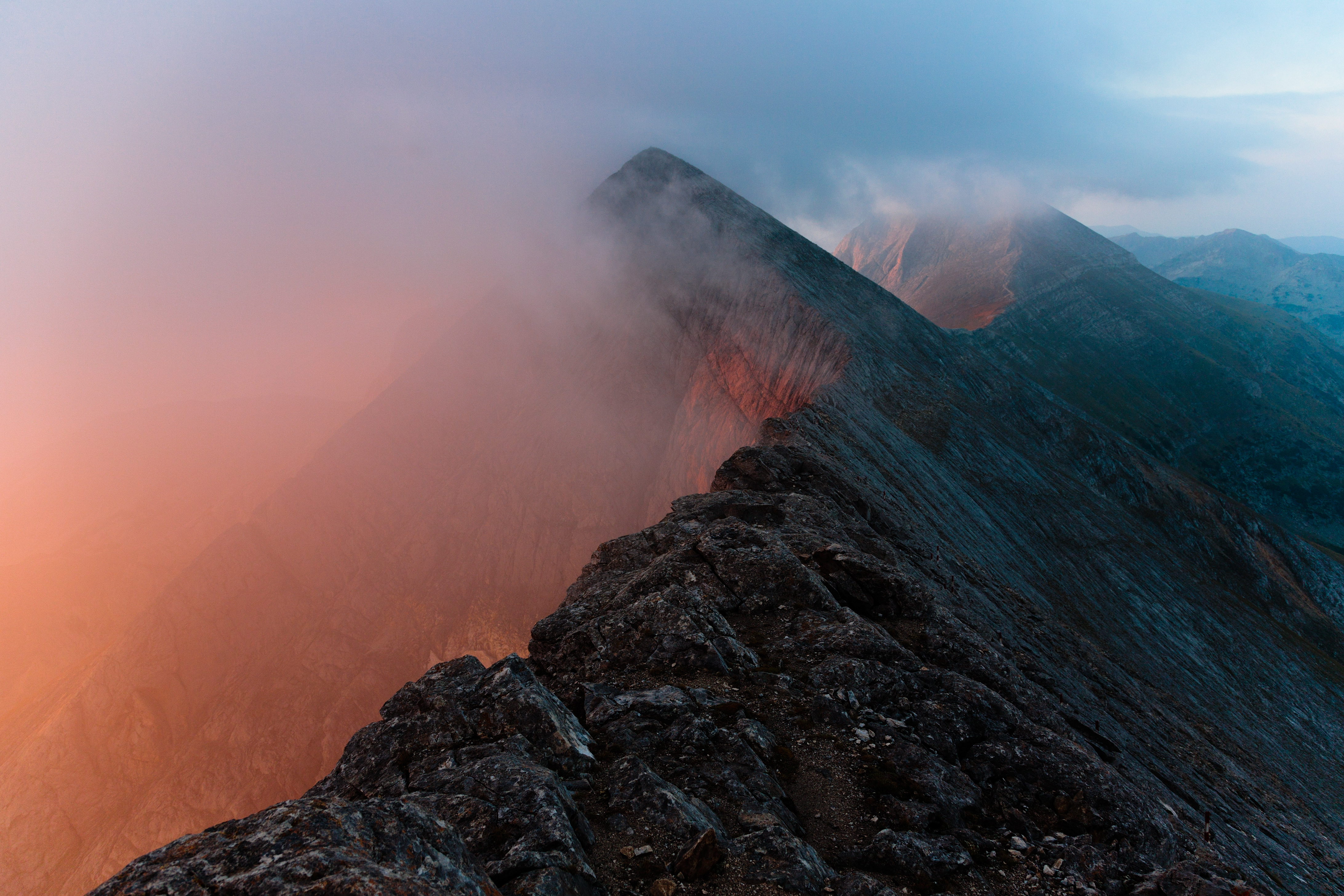

الحيد أو الحرف أو الحافة الجبلية أو النتوء الجبلي (بالإنجليزية: Ridge)‏ هو معلم جيولوجي، وهي بروز قمة المرتفعات كالجبال والتلال والتي تمتد لمسافة مُعينة، والتي تُشكل أعلى نقطة ارتفاع في تلك المرتفعات.
وهو مرتفع جبلي حاد القمة وجوانبه شديدة الانحدار وجسمه متطاول ويقل ارتفاعه عن 650 متر. ويكون الحيد إما مستقلاً أو جزءً من جبل أو تل أكبر، مثل: الأرض المرتفعة الممتدة بين الوديان. وعامة لا يزيد طول الحيْد عن ثمانية كيلومترات.
يطبق المصطلح أحياناً على سلسلة من التلال أو الحبال. كذلك يشير المصطلح إلى قمة أو الجزء الأعلى من التل الذي يتميز بقمة متطاولة وضيقة. كما يُمكن أن يعني المصطلح الحيْد الشاطئي؛ وهو رابية أو هضبة صغيرة منخفضة الارتفاع توجد أحياناً فوق مستوى الماء على مقدمة الشاطئ من الشاطئ الرملي أثناء الجزر أو المد المنخفض.
وفي المثلجات هو الحيد المضغوط من الجليد.
وهناك الحَيْد البحري وهو مرتفع في قاع المحيط متطاول الشكل وله جوانب شديدة التحدر، وطبوغرافية وَعِرَة، مثل حيد وسط المحيط.
يعني المصطلح في علم الأحياء القديمة: ذلك الجزء الجسمي المرتفع من الحيوان، والبارز من السطح، مثل: المرتفع الضيق الطويل نسبياً للصدفة الثانوية من مستحاثة عضديات الأرجل أو الحبّد المستعرض على مستحاثة الزنبقانيات. كذلك هو المنطقة الفاصلة بين زوجين متجاورين من الثقوب القنابية لمستحاثة قنفذ البحر العادية.